# Masłowszczyzna (rejon oszmiański)
Masłowszczyzna (biał. Маслаўшчына; ros. Масловщина) – wieś na Białorusi, w obwodzie grodzieńskim, w rejonie oszmiańskim, w sielsowiecie Krejwiańce.

## Historia
W czasach zaborów folwark szlachecki w gminie Graużyszki, w powiecie oszmiańskim, w guberni wileńskiej Imperium Rosyjskiego. W 1866 roku w 1 domu zamieszkiwało 14 osób. W 1905 roku liczył 20 mieszkańców..
W latach 1921–1945 folwark leżał w Polsce, w województwie wileńskim, w powiecie oszmiańskim, w gminie Graużyszki.
W 1931 w 1 domu zamieszkiwało 20 osób.
Wierni należeli do parafii rzymskokatolickiej w Murowanej Oszmianie. Miejscowość podlegała pod Sąd Grodzki w Holszanach i Okręgowy w Wilnie; właściwy urząd pocztowy mieścił się w Graużyszkach.